# Vasum latiriforme
Vasum latiriforme is een slakkensoort uit de familie van de Turbinellidae. De wetenschappelijke naam van de soort is voor het eerst geldig gepubliceerd in 1951 door Rehder & Abbott.